# Ким Мин Сок (актёр)
Ким Мин Сок (кор. 김민석?, 金玟錫?; род. 24 января 1990 года, Пусан, Республика Корея) — южнокорейский актёр и телеведущий. Известен своими ролями второго плана в таких телесериалах, как: «Заткнись и играй!» 2012 года, «Потомки солнца», «Врачи» — 2016 года, «Подсудимый», «Наша первая жизнь» — 2017 года, «Путь любви городской пары» 2020—2021 года. Ким сыграл главную роль в фильме «Акула: Начало» 2021 года.

## Карьера

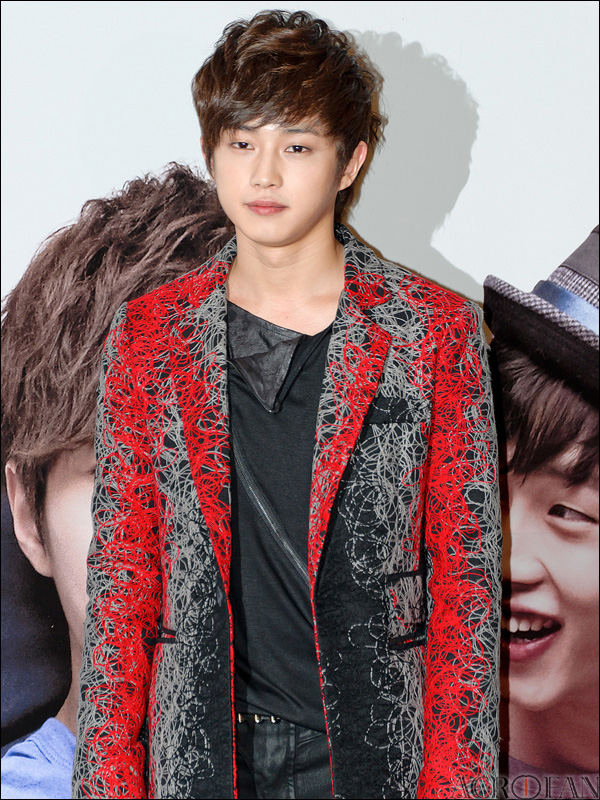
Ким Мин Сок, 2012 год

Ким участвовал в шоу «Суперстар К 3» — конкурсе вокалистов на канале Mnet. Он прошёл предварительное региональное прослушивание в Тэгу, но не попал в группу из 11 участников, которые продолжили участие в шоу. Вскоре после этого Ким дебютировал в музыкальной молодёжной дораме канала tvN «Заткнись и играй!», где исполнил роль амбициозного клавишника.
Известность ему принесла роль в популярной дораме «Потомки солнца». В том же году он снялся в медицинской дораме SBS «Врачи» и получил награду «Лучший новый актёр» на 53-й церемонии вручения премии «Пэксан».
В 2017 году Ким сыграл второстепенные роли в дорамах SBS «Подсудимый», JTBC «Эпоха юности 2» и tvN «Наша первая жизнь». 16 ноября 2017 года стало известно, что контракт Кима с агентством Woollim Entertainment истёк и не был продлён. Позже сообщалось, что он подписал контракт с агентством Respect Entertainment.
В 2018 году Ким исполнил свою первую главную роль в специальной дораме «Едва касаясь». В декабре 2018 года он был призван на военную службу.
В сентябре 2020 года Ким присоединился к актёрскому составу многосерийной романтической комедии «Путь любви городской пары» на Kakao TV. Первая серия выйдет 8 декабря 2020 года и будет доступна для просмотра на Netflix.
В 2021 году на TVING выйдет оригинальный фильм с участием Кима «Акула: Начало». Также он появится в камео в дораме «Парни с ракетками». В июне 2021 года Ким подтвердил своё участие в дораме «Сегодня стартуем», которая будет состоять из четырёх эпизодов и транслироваться на KakaoTV.
В 2022 году Ким продлил контракт с агентством Respect Entertainment.

## Фильмография

### Кино
| Год  | Название                    | Роль       | Примечание               | Ист.          |
| ---- | --------------------------- | ---------- | ------------------------ | ------------- |
| 2013 | Мёбиус                      | Бандит 1   | камео                    |               |
| 2017 | Драгоценная женщина         | Чжу Хван   |                          | [ 17 ]        |
| 2018 | Монструм                    |            |                          | [ 18 ]        |
| 2019 | Шуты: Меняющие правила игры | Паль Пун   |                          | [ 19 ]        |
| 2019 | Идеальный человек           | Чон Ги     | камео                    | [ 20 ]        |
| 2021 | Акула: Начало               | Ча У Соль  | Оригинальный фильм TVING | [ 13 ] [ 21 ] |
| 2021 | 1+1                         | Ча Чжи Чон | Документальный фильм     | [ 22 ]        |

### Телевидение
| Год       | Название                             | Роль        | Примечание                       | Ист.   |
| --------- | ------------------------------------ | ----------- | -------------------------------- | ------ |
| 2012      | Заткнись и играй!                    | Со Кён Джон |                                  |        |
| 2014      | Старшая школа: Пора любить           | Пак Пён Ук  |                                  |        |
| 2015      | Кто ты — школа 2015                  | Минсок      |                                  |        |
| 2015-2016 | Воображаемая кошка                   | Юк Хэ Гон   |                                  |        |
| 2016      | Потомки солнца                       | Ким Гибом   |                                  |        |
| 2016      | Врачи                                | Чхве Кан Су |                                  |        |
| 2017      | Подсудимый                           | Ли Сон Гю   |                                  | [ 23 ] |
| 2017      | Эпоха юности 2                       | Со Чанхун   |                                  | [ 24 ] |
| 2017      | Наша первая жизнь                    | Сим Вон Сок |                                  | [ 25 ] |
| 2018      | Внутренняя красота                   | Хан Се Гё   | Камео (5-6 эпизоды)              | [ 26 ] |
| 2018      | KBS Drama Special — Едва касаясь     | Кан Сон Чан | Дорама в одном действии          | [ 10 ] |
| 2018      | Кардиохирурги                        | Хирург      | Камео (32 эпизод)                | [ 27 ] |
| 2018      | Drama Stage — Лицо, выводящее деньги | Пён Ду      | Дорама в одном действии; 2 сезон | [ 28 ] |
| 2021      | Парни с ракетками                    | Ханхун      | Камео (2 эпизод)                 | [ 14 ] |
| 2023      | Курьер                               | До Гю Джин  |                                  | [ 29 ] |
| 2023-2024 | Отличный день, чтобы стать собакой   | Кан Ынхван  | Специальное появление            | [ 30 ] |
| 2024      | Кровавый роман                       | Ллойд       |                                  | [ 31 ] |

### Веб-сериалы
| Год       | Название                  | Роль             | Примечание                         | Ист.          |
| --------- | ------------------------- | ---------------- | ---------------------------------- | ------------- |
| 2014      | Последствия               | Чо Ин Хо         |                                    |               |
| 2020-2021 | Путь любви городской пары | Чхве Кен Чжун    |                                    | [ 12 ] [ 32 ] |
| 2021      | Сегодня стартуем          | Ча Дэ Хен        |                                    | [ 15 ]        |
| 2023      | Акула: Шторм              | Ча У Соль        | Продолжение фильма «Акула: Начало» | [ 33 ] [ 34 ] |
| 2024      | Мистер Планктон           | Юн Ги Хо/«ккари» |                                    | [ 33 ] [ 34 ] |

### Телешоу
| Год  | Название                               | Роль           | Примечание                                           | Ист.   |
| ---- | -------------------------------------- | -------------- | ---------------------------------------------------- | ------ |
| 2011 | Суперстар К 3                          | Участник       | Прослушивание, прошёл в полуфинал                    |        |
| 2016 | Звёздный броманс                       | Главный состав | 6 сезон с Ким Мёнсу (Infinite)                       | [ 35 ] |
| 2016 | Лучший певец в маске                   | Участник       | как «The Sun’s Junior», 59-60 эпизоды                | [ 36 ] |
| 2016 | Цветочная команда                      | Главный состав |                                                      | [ 37 ] |
| 2017 | Закон джунглей в Кота Манадо           | Главный состав | 252 — 255 эпизоды совместно с Ли Сон Ёлем (Infinite) | [ 38 ] |
| 2018 | За пределами одеяла опасно             | Главный состав | 1-2 и 6-7 эпизоды (2 сезон)                          | [ 39 ] |
| 2021 | Long Live Independence                 | Главный состав |                                                      | [ 40 ] |
| 2023 | Empty Nesters — Suri Suri Village Suri | Ведущий        | 3 сезон                                              | [ 41 ] |

### Ведущий
| Год                          | Название | Роль            | Примечание             | Ист.   |
| ---------------------------- | -------- | --------------- | ---------------------- | ------ |
| 3 июля 2016 — 22 января 2017 | Inkigayo | Главный ведущий | с Гон Сын Ён и Ю Чонён | [ 42 ] |

## Дискография
| Название песни            | Год  | Альбом                |
| ------------------------- | ---- | --------------------- |
| «Somehow you (어쩌다 널)» | 2012 | Заткнись и играй! OST |

## Награды и номинации
| Награда                  | Год  | Категория                                                                           | Работа            | Результат | Ист.   |
| ------------------------ | ---- | ----------------------------------------------------------------------------------- | ----------------- | --------- | ------ |
| APAN Star Awards         | 2016 | Лучший новый актёр                                                                  | Потомки солнца    | Номинация |        |
| Премия «Пэксан»          | 2017 | Лучший новый актёр — телевидение                                                    | Врачи             | Победа    | [ 6 ]  |
| Grime Awards             | 2016 | Лучший новый актёр                                                                  | Потомки солнца    | Номинация |        |
| Korea Drama Awards       | 2016 | Лучший новый актёр                                                                  | Потомки солнца    | Номинация |        |
| KBS Drama Awards         | 2016 | Лучший новый актёр                                                                  | Потомки солнца    | Номинация |        |
| SBS Entertainment Awards | 2016 | Лучший артист эстрады                                                               | Inkigayo          | Победа    | [ 43 ] |
| SBS Drama Awards         | 2016 | Новая звезда                                                                        | Врачи             | Победа    | [ 44 ] |
| SBS Drama Awards         | 2017 | За выдающиеся достижения, актёр в дораме, транслирующейся с понедельника по вторник | Подсудимый        | Номинация | [ 45 ] |
| Soompi Awards            | 2017 | Прорывной актёр                                                                     | Потомки солнца    | Победа    | [ 46 ] |
| Soompi Awards            | 2018 | Лучшая роль второго плана                                                           | Наша первая жизнь | Номинация |        |
| The Seoul Awards         | 2017 | Лучший новый актёр (Дорама)                                                         | Подсудимый        | Победа    | [ 47 ] |